# الفيلق الجبلي النرويجي
الفيلق الجبلي النرويجي (بالألمانية: Gebirgskorps Norwegen)‏ كانت وحدة للجيش الألماني خلال الحرب العالمية الثانية. شهد الخدمة في النرويج وفنلندا.
تم تشكيل الفيلق في يوليو 1940 وتم نقله لاحقًا إلى شمال النرويج كجزء من جيش النرويج. كان أول عمل له هو المشاركة في عملية Renntier. في يونيو 1941 هاجم الفيلق من بيتسو إلى مورمانسك في عملية أطلق عليها اسم عملية الثعلب البلاتيني. فشل الهجوم ولم يصل الفيلق إلى هدفه أبدًا.
في أبريل ومايو 1942 واجه الفيلق أحد أصعب التحديات. خلال فترة ثلاثة أسابيع، هاجم الجيش السوفياتي الرابع عشر، محاولاً هزيمة الفيلق. ولكن كان هناك عدو آخر - في 4 مايو 1942 ، أثرت عاصفة قطبية مدمرة استمرت 90 ساعة على الجنود.
في نوفمبر 1942، تم تغيير اسم الفيلق إلى XIX. Gebirgs-Armeekorps أو XIX Mountain Corps .
في عام 1944، اضطر الفيلق أخيراً إلى التراجع إلى النرويج، حيث استسلم في مايو 1945. من نوفمبر 1944 فصاعدًا، كان يُعرف الفيلق أحيانًا باسم Armeeabteilung Narvik.

## القادة
- جنرال روبرت إدوارد ديتل (14 يونيو 1940 - 15 يناير 1942)
- Generalfeldmarschall فرديناند شورنر (15 يناير 1942 - 1 أكتوبر 1943)
- الجنرال دير جيبرجستروب جورج ريتر فون هينجل (1 أكتوبر 1943 - 15 مايو 1944)
- الجنرال دير جبيرجستروب فرديناند يودل (15 مايو 1944 - 8 مايو 1945)

## منطقة العمليات
| تاريخ                          | منطقة           | تابعة ل       | عمليات            |
| ------------------------------ | --------------- | ------------- | ----------------- |
| 1 يوليو 1940 - 19 ديسمبر 1940  | النرويج         | Gruppe XXI    | عملية Weserübung  |
| 19 ديسمبر 1940 - 14 يناير 1942 | فنلندا          | AOK النرويجية | عملية Platinfuchs |
| 14 يناير 1942 - 22 يونيو 1942  | فنلندا          | AOK Lappland  | -                 |
| 22 يونيو 1942 - 24 أبريل 1945  | فنلندا والنرويج | جباوك 20      | عملية Nordlicht   |

## التنظيم
- الفرقة الجبلية الثانية
- الفرقة الجبلية الثالثة (حتى سبتمبر 1941)
- الفرقة الجبلية السادسة
- فرقة الدفاع الساحلي 210 (1943 - أكتوبر 1944)
- فرقة <i id="mwXA">روسي</i>
- Er.Os. P (مفرزة فنلندية منفصلة P)
- الفوج 14 الفنلندي (كتيبتان)

## القوة على أساس وثائق التوريد
في 30 أبريل 1942، أظهرت أرقام التوريد لفيلق النرويج في النرويج الأرقام التالية: 73،978 رجلاً و 8،913 خيول 
من الرجال:
- 48،576 كانوا من هير (الجيش)
- 8،744 كانوا من لوفتفافه (القوات الجوية)
- 6942 كانوا من كريغسمارينه (البحرية)
- 2380 كانوا من خدمات عمال الرايخ (خدمة العمل)
- 975 كانوا من منظمة تودت
- بالإضافة إلى بعض الفنلنديين (أمن الحدود، صيانة الطرق)، العمال النرويجيون والهولنديون، الفيلق الاشتراكي الوطني الالي (Speer) و2335 أسير حرب.

## قائمة المراجع
- Tessin, Georg (1980). Die Landstreitkräfte: Namensverbände / Die Luftstreitkräfte (Fliegende Verbände) / Flakeinsatz im Reich 1943–1945 [Ground forces: Named units and formations / Air forces (Flying units and formations) / Anti–aircraft service in the Reich 1943–1945] (بالألمانية). Osnabrück: Biblio. Vol. 14. ISBN:3-7648-1111-0. {{استشهاد بكتاب}}: |عمل= تُجوهل (help)